# 町村制
町村制（ちょうそんせい、明治44年4月7日法律第69号）は、1888年（明治21年）から1947年（昭和22年）までの日本にあった地方自治に関する法律である。
都市部の自治体を律した市制と並ぶもので、町と村の制度を規定した。

## 概要
1885年6月、町村法取調委員会は、内務卿山縣有朋に町村法草案を提出した。以後3度修正し、題名は町村制となった。
市制・町村制が制定された1888年は、大日本帝国憲法制定の1年前、第1回帝国議会開会の2年前にあたる。これには、政府の思い通りの制度を作るためには、国会開設前が得策であるという政府の思わくがあった。秩序維持に協力的だと思われた財産家に特権を与え、自由民権運動に同調しそうな無産の民衆を政治から排除するのが、基本の制度設計である。こうして、参政権は地租もしくは直接国税を年2円以上納税している者のみに付与するという資産家優位の制度が作られた。また内務大臣や府県知事の監督権が強く、自治権は弱かった。
1888年（明治21年）4月25日にそれまでの郡区町村編制法に代え明治21年4月25日法律第1号の後半（前半は市制）として公布され、翌1889年（明治22年）4月以降町村の合併などの状況を踏まえて各地で順次施行された。1889年4月1日、市制・町村制が施行開始、この日施行は31市など2府・33県。東京は5月1日であった。
1911年（明治44年）4月7日改正公布、10月1日施行され町村の法人性とその機能・負担の範囲を明らかにする。
1921年（大正10年）4月11日公布され直接町民税を納める者を公民とし町村の等級選挙を廃す。
1925年（大正14年）、1929年（昭和4年）の改正で自治権の強化と公民権の拡張が進むが、この制度本来の基本的性格は変わらなかった。
大東亜戦争（太平洋戦争・第二次世界大戦）下の1942年（昭和17年）3月20日公布、6月1日施行の改正では新体制運動および国家総動員体制推進に伴う中央集権強化のため、地方の自治権は必要最小限にまで絞り込まれた。
終戦後の1946年（昭和21年）には自治権拡大のための改正が行われたが、翌1947年（昭和22年）5月3日の日本国憲法施行と同日に地方自治法が施行され、市制その他地方官制ともども同法による体系に移行することになり、廃止された。
今日でもこの町村制があった頃の名残で、「町制」「村制」という表現が一般文書に使われることがある。

## 施行日
太字は町村制のみの実施、その他は市制と同時に実施。
- 1889年（明治22年）
  - 4月1日 - 京都府、大阪府、神奈川県、兵庫県、長崎県[5]、新潟県、茨城県、三重県、静岡県、宮城県、岩手県、青森県、山形県、秋田県、福井県、石川県、富山県、島根県[6]、広島県、山口県、和歌山県、高知県、福岡県、群馬県、佐賀県、熊本県、鹿児島県[7]、福島県、栃木県、埼玉県、千葉県、長野県、滋賀県、奈良県、大分県
  - 5月1日 - 東京府[8]、宮崎県
  - 6月1日 - 岡山県
  - 7月1日 - 山梨県、岐阜県
  - 10月1日 - 愛知県、鳥取県、徳島県
  - 12月15日 - 愛媛県
- 1890年（明治23年）2月15日 - 香川県
- 1921年（大正10年）5月20日 - 沖縄県、長崎県対馬、島根県隠岐、鹿児島県大島郡
- 1940年（昭和15年）4月1日 - 東京府伊豆諸島[9]及び小笠原諸島[10]
- 1943年（昭和18年）6月1日 - 北海道[11]、樺太

## 構成

### 第一章 総則
- 第一款 町村其区域
- 第二款 町村住民及其権利義務
- 第三款 町村条例

### 第二章 町村会
- 第一款 組織及選挙
- 第二款 職務権限及処務規定

### 第三章 町村行政
- 第一款 町村吏員ノ組織選任
- 第二款 町村吏員ノ職務権限

### 第四章 町村有財産ノ管理
- 第一款 町村有財産及町村税
- 第二款 町村ノ歳入出予算及決算